# Moltkeblick
Der Moltkeblick (äußerst selten auch Mount Auas) ist Teil der Auasberge südöstlich von Windhoek, einer rund 50 km langen Gebirgskette mit einer Breite von nur 10 km, die Kammlinie ist durchschnittlich auf 2000 m. Mit 2479 Metern ist er nach den vier Gipfeln des Brandbergs der fünfthöchste Berg Namibias und der höchste Berg der Region Khomas.